# Der Staat gegen Fritz Bauer
Der Staat gegen Fritz Bauer ist ein deutscher Spielfilm von Lars Kraume aus dem Jahr 2015. Im Mittelpunkt des weitgehend auf historischen Fakten beruhenden Politdramas steht der Kampf des Frankfurter Generalstaatsanwalts Fritz Bauer, mit Adolf Eichmann einen der weltweit meistgesuchten NS-Kriegsverbrecher aufzuspüren, festzunehmen und vor ein deutsches Gericht zu stellen. Der Film zeigt auch die behördlichen und gesellschaftlichen Widerstände, auf die Bauer im Deutschland der späten 1950er Jahre stößt. Thematisiert wird außerdem die seinerzeit strafbare Homosexualität, zu der Bauer sich indirekt bekennt gegenüber seinem engsten Mitstreiter, dem jungen Staatsanwalt Karl Angermann.
Lars Kraume, Grimme-Preisträger von 1998 und 2007, führte nicht nur Regie, sondern schrieb auch das Drehbuch zusammen mit Olivier Guez, inspiriert durch dessen Buch Die Heimkehr der Unerwünschten. Eine Geschichte der Juden in Deutschland nach 1945. Premiere feierte der 105-Minuten-Kinofilm beim Internationalen Filmfestival 2015 in Locarno, wo er den Publikumspreis erhielt. Weitere Auszeichnungen folgten nach, am häufigsten in den Kategorien Bester Spielfilm und Bester Hauptdarsteller (Burghart Klaußner). Bei der Verleihung des Deutschen Filmpreises 2016 ging Der Staat gegen Fritz Bauer mit sechs Preisen und drei Nominierungen als großer Gewinner hervor. In den deutschen Kinos startete der Film im Oktober 2015, im deutschen frei empfangbaren Fernsehen war er erstmals am 25. April 2018 auf Arte zu sehen.

## Inhalt
Generalstaatsanwalt Fritz Bauer hat einflussreiche Freunde, allen voran seinen unmittelbaren Vorgesetzten, Georg-August Zinn, Hessischer Ministerpräsident und Justizminister in Personalunion. Er hat aber auch zahlreiche Feinde, die hinter seinem Rücken gegen ihn intrigieren, wie den karrieristischen Oberstaatsanwalt Kreidler und den mit Nazi-Vergangenheit behafteten BKA-Mann Gebhardt, die beide Interesse daran haben, das Gerücht zu streuen, hinter einem Badeunfall Bauers stecke ein Selbstmordversuch. Als Bauer eine Woche später in den Dienst zurückkehrt, vermisst er, nicht zum ersten Mal, eine Akte und bestellt seine Sonderdezernenten ein. Die kurze Befragung endet ergebnislos. Im Anschluss jedoch gesteht einer von ihnen, Karl Angermann, ihm unter vier Augen, dass er die Akte habe; Bauer selbst habe ihm den Auftrag gegeben, sie zu bearbeiten. Auf dessen erstaunte Frage, warum er das nicht zuvor geäußert habe, erwidert Angermann, er habe ihn nicht bloßstellen wollen.
Bald darauf empfängt Bauer einen an ihn persönlich gerichteten Brief aus Argentinien mit dem Hinweis, wo Adolf Eichmann, der Organisator des Holocaust und mithin einer der weltweit meistgesuchten NS-Kriegsverbrecher, sich möglicherweise versteckt hält. Bauer ist elektrisiert. Den Gang durch die mit Altnazis durchsetzten deutschen Behörden meidet er, weil er befürchtet, dass Eichmann so eher alarmiert als gefasst wird; Interpol hat bereits signalisiert, dass sie für politische Straftäter nicht zuständig seien; daher erwägt Bauer, den israelischen Geheimdienst Mossad einzuschalten. Dafür käme er wegen Landesverrats selbst hinter Gitter, warnt ihn der Einzige, den er in seinen Plan einweiht, sein langjähriger Freund und einstiger Kampfgefährte, Ministerpräsident Zinn. Bauer hält dennoch an seinem Vorhaben fest und fliegt heimlich nach Israel. Mossad ist dem Hinweis seines Informanten nachgegangen, mit negativem Ergebnis. Bauer moniert, sie hätten auch die Namen der beiden Stromkunden des Hauses überprüfen müssen, erreicht allerdings nicht mehr als die Zusage, dass Mossad dann aktiv werde, wenn er eine zweite, unabhängige Quelle beibringen kann.
Um das zu erreichen, versucht Bauer einen Verbündeten zu gewinnen: Angermann. Er weiß inzwischen, dass der junge Mann nicht nur loyal, sondern auch mutig ist, hat er doch in einem Homosexuellenprozess für ein skandalös geringes Strafmaß plädiert (5 D-Mark) – unter Berufung auf ein Gerichtsurteil, auf das Bauer ihn hingewiesen hatte. Sein Ansinnen stößt bei Angermann zunächst auf Skepsis; seine Ungeduld führt fast zum Zerwürfnis; auf indirektem Weg gewinnt er ihn aber schließlich für sich durch seine persönliche Glaubwürdigkeit bei einem Fernsehauftritt am gleichen Abend. Der Informant, den Angermann kontaktiert, präsentiert ein Tonband, das beweist, dass Eichmann sich tatsächlich in Argentinien aufhält. Bauer seinerseits spekuliert richtig, dass er unter einem jener beiden unüberprüften Namen auf der Gehaltsliste einer deutschen Firma stehen könnte, und erpresst ihn von einem Ex-Nazi aus der Personalabteilung von Mercedes-Benz. Mossad handelt und entführt Eichmann nach Israel. Weltweites Aufsehen ist die Folge, allerdings nicht das von Bauer erhoffte Auslieferungsgesuch nach Deutschland – politische und wirtschaftliche Interessen, die über die nationalen Grenzen hinausgehen, stehen dem entgegen.
Bauers Gegner wollen ihn nach wie vor zu Fall bringen; man weiß, dass er heimlich in Israel war, und will, was man richtig vermutet, seine Beteiligung an der Eichmann-Entführung als ihn belastende Aussage von Angermann erpressen. Das BKA hat auch etwas gegen ihn in der Hand. Eine unmittelbare Folge von Angermanns „Skandalprozess“ war, dass eine Freundin des Angeklagten ihm gedankt und die Visitenkarte der Nachtbar gegeben hatte, in der sie auftritt. Angermann taucht dort auf und fängt Feuer, als sich herausstellt, dass sie transgeschlechtlich ist. BKA-Mann Gebhardt präsentiert ihm Beweisfotos seiner strafbaren Beziehung und gibt ihm eine Woche Zeit: Entweder er verrät Bauer oder muss ins Gefängnis. Angermann hat einiges zu verlieren: Er ist seit zwei Jahren verheiratet und wird demnächst Vater. Dennoch entscheidet er sich gegen den Verrat und zeigt sich selbst wegen Verstoßes gegen § 175 an. Zuvor bittet er den vom Scheitern des Auslieferungsgesuches schwer enttäuschten Bauer eindringlich, weiter zu kämpfen. Das tut er, indem er Kreidler ankündigt: „Seien Sie sicher, ich werde meine [Arbeit] tun. Solange ich lebe, hält mich davon niemand mehr ab.“

## Entstehung
Der Regisseur Lars Kraume, selbst in Frankfurt am Main aufgewachsen, hatte von Fritz Bauer noch nie zuvor gehört, als er ihn 2011 durch die Lektüre von Die Heimkehr der Unerwünschten. Eine Geschichte der Juden in Deutschland nach 1945 kennenlernte, verfasst von Olivier Guez, mit dem er dann gemeinsam das Drehbuch schrieb. Zwei Gründe bewegten Kraume hauptsächlich, über Fritz Bauer einen Film zu machen. Zum einen der Reiz, einen der Wirklichkeit entnommenen „archaischen“ Helden in einer Allein-gegen-alle-Konstellation zu zeichnen, zum anderen der Wunsch, dessen Anteil an der Eichmann-Entführung zu würdigen – eine Tatsache, die erst zehn Jahre nach Bauers Tod überhaupt publik wurde und die noch lange Zeit danach darauf wartete, als Geschichte erzählt zu werden. Die Beschränkung auf einen relativ kurzen Ausschnitt aus dem Leben seines Protagonisten war Kraume willkommen; ein Biopic, was dessen ganze Lebensgeschichte nachzeichnet, hatte er nie im Auge gehabt.
An Material über Fritz Bauer bestand kein Mangel. Durch das genaue Wissen über seine Interessen und Vorlieben sah man sich beispielsweise in der Lage, auch das Interieur seiner eher bescheidenen 2,5-Single-Appartement-Wohnung in der Frankfurter Innenstadt adäquat nachzuempfinden. Kraume lobt das gute Zusammenspiel aller an der Produktion des Films beteiligten Gewerke (Szenenbild, Kostümbild, Kamera, Schnitt, Schauspieler), woraus ein nach seinem Empfinden in sich stimmiges Bild der späten 1950er Jahre entstanden sei. Am Set habe man wenig improvisiert, was sich der gründlichen Recherche verdankte und der klaren Drehbuchidee, die darauf abzielte, den am Anfang feststeckenden Helden doppelt zu „erlösen“: durch historisch Verbürgtes, die Fährte zu Eichmann, und fiktiv Ergänztes, den jungen Mitstreiter Angermann. Die Dreharbeiten dauerten 30 Tage. Das Budget belief sich auf etwa drei Millionen Euro.
Den Stoff dokumentarisch zu bearbeiten, hat Kraume nicht ernsthaft erwogen. Dennoch stellt er seinem Spielfilm eine Archivaufnahme von Fritz Bauer voran – hauptsächlich mit dem Ziel, dem Zuschauer vor Augen zu führen, dass Burghart Klaußner mit der Art, wie er ihn verkörpert, nichts erfindet. Es überhaupt zu können, schien Klaußner, als er erstmals eine Originalaufnahme von Bauer sah, zunächst unmöglich. Gleich stark sei aber der Wunsch gewesen, es doch zu versuchen, und so sei ihm die innere Anverwandlung in einer Art „Flash“ gelungen. Das filmische Ergebnis erhellt nach Kraumes Einschätzung sowohl Fritz Bauer selbst als auch die Zeit, in der er lebte. So zeige Bauers „verschrobene, verspannte Gestik und Körperlichkeit“ seine persönliche Opferbereitschaft (indem er auf ein Ausleben seiner sexuellen Neigung gänzlich verzichtete) und zugleich das Befangensein der jungen Bundesrepublik in den überkommenen Moralvorstellungen aus der NS-Zeit. Bauers „schwäbelnder“ Duktus wiederum kennzeichne seine Herkunft aus einer stark assimilierten jüdischen Familie und widerlege das von der NS-Ideologie behauptete wesenhafte Anderssein von Juden.

## Realität und Fiktion
Gestützt auf gründliche Recherche, auch in enger Zusammenarbeit mit dem Fritz-Bauer-Archiv, gibt der Film die wichtigsten historischen Fakten wahrheitsgetreu wieder. Zugleich gestattet er sich künstlerische Freiheiten – aus Sicht Kraumes eine Selbstverständlichkeit für einen Spielfilm. Eine von ihnen betrifft den Protagonisten selbst. Im wirklichen Leben, so Kraume, sei der Kampfesmut Fritz Bauers zunehmender Desillusionierung gewichen. Da er ihn aus heutiger Sicht aber als eine Heldenfigur empfinde, habe er sich erlaubt, dies umzukehren, sodass er ihn aus einer Krise heraus eine kämpferische Haltung finden lässt. Die zweite künstlerische Freiheit von Belang ist die Erfindung des jungen Staatsanwalts Karl Angermann. Kraume hat diese Figur fiktionalisiert, weil die Verpflichtung, einer weiteren realen Person gerecht werden zu müssen, ihn zu stark eingeengt hätte. So steht Angermann symbolisch für die Männer in Bauers Leben, zu denen er ein mentorenhaftes Verhältnis pflegte. Thomas Harlan, der zu ihnen gehörte, kam deshalb nicht in Frage, weil Bauers Freundschaft mit ihm erst in den 1960er Jahren begann.
Das „Valentin-Urteil“, auf das Bauer seinen jungen Kollegen verweist, ist das sogenannte „Drei-Marks-Urteil“ von 1951, mit dem der Hamburger Richter Fritz Valentin das Strafmaß für zwei Männer, die wegen homosexueller Betätigung zu acht Monaten Gefängnis verurteilt worden waren, letztinstanzlich in den Mindestsatz von einem Tag Haft oder drei D-Mark umwandelte. Ein weiteres historisches Faktum ist Bauers Hinweis an Angermann, dass die Verschärfung von § 175 StGB, die in der NS-Zeit erlassen worden war, 1957 vom Bundesverfassungsgericht bestätigt wurde. Hinter den beiden Männern, die den Protagonisten im Film „wie Hyänen umschleichen“, verbergen sich Personen, die es in Bauers Umfeld tatsächlich gab (nur unter anderen Namen) und die in einigen Punkten tatsächlich so handelten, wie es der Film zeigt. Dazu gehörte, laut Kraume, beispielsweise die vom späteren BKA-Präsidenten Paul Dickopf bewusst lancierte Falschinformation, dass Eichmann sich in Kuwait aufhalte.
Die erste Quelle, die auf Eichmanns Spur in Argentinien führte – der Brief des Lothar Hermann –, ist historisch verbürgt, die zweite bis heute nicht geklärt; Kraume zufolge hat sich auch Bauer dazu nie geäußert. Das im Film erwähnte Eichmann-Interview durch Willem Sassen, das tatsächlich in Bauers Hände gelangte, hat dabei vermutlich eine Rolle gespielt. Dass jener „Ricardo Klement“ (Eichmanns Deckname) bei Mercedes-Benz angestellt gewesen sein könnte, ist eine Spekulation, die Kraume aus einem Buch übernommen hat: Eichmann vor Jerusalem von Bettina Stangneth. Was Bauer bei seinem Fernsehauftritt im Film äußert, hat er auch in Wirklichkeit in der Sendung „Heute Abend Kellerklub“ gesagt, allerdings erst im Dezember 1964. Sein Zögern zu Beginn ist erfunden – um zu zeigen, dass er erst einmal innere Widerstände überwinden musste, bevor er sich öffnen konnte. Das Schlussbild des Films sollte einen kämpferischen Helden zeigen; einer der Gründe, warum er nicht mit dessen nie ganz zweifelsfrei geklärtem Tod endet. Umso deutlicher spielt die Anfangssequenz darauf an: Durch Schlaftabletten sediert, ertrinkt Bauer fast in der Badewanne, wird aber von seinem Fahrer gerettet.
Die neben der Todesursache strittigsten Punkte in Bauers Biografie sind die, ob er homosexuell war und ob er sich den Nazis unterworfen hat. Letzteres, meint Kraume, sei zwar nicht widerspruchsfrei dokumentiert, aber aus seiner Sicht sehr wahrscheinlich, da Bauer im November 1933 mit den Anderen, die eine Unterwerfungserklärung unterzeichnet hatten, aus KZ- und Gefängnishaft entlassen worden war. Deshalb erfindet er im Film eine Szene, in der sich Bauer zu diesem Schritt bekennt, ihn bereut und mit Blick auf den standhaften Kurt Schumacher (der fast zehn Jahre in verschiedenen KZ interniert wurde) daraus das – an Angermann gerichtete – Gebot ableitet, unbeugsam zu bleiben. Er sehe nicht, dass Bauer dadurch beschädigt werde, findet Kraume. Gleiches gelte für die Homosexualität. Auch die Ansicht, sie sei völlig irrelevant, teilt er nicht. Für Bauer habe es nur ein Entweder-oder gegeben; wenn er das eine wollte, musste er das andere lassen; als „Nazijäger“ durfte er seine sexuelle Neigung nicht ausleben, auch nicht im Geheimen; er wäre, wie Angermann, erpresst oder belangt worden. Daher habe man sie im Film thematisiert, wie im Übrigen auch neuere Biografien (unter anderem die von Ronen Steinke) oder die vom Fritz-Bauer-Archiv kuratierte Ausstellung 2014.

## Hintergrund
- Auffällige Ähnlichkeit bestand nicht nur zwischen Burghart Klaußner und Fritz Bauer, sondern offenbar auch zwischen Michael Schenk und dem von ihm verkörperten Adolf Eichmann. Das erwies sich bei den Dreharbeiten in Israel, wo auch das aufgenommen wurde, was in Argentinien spielt. In der Szene, in der Schenk/Eichmann auf einem Markt etwas einkauft, kam es dazu, dass man ihn darum bat, mit ihm – „Eichmann“ – ein Foto machen zu dürfen.[9]
- Die Rolle der transgeschlechtlichen Victoria sollte ursprünglich mit einem männlichen Schauspieler besetzt werden. Doch der erste, den man dafür castete, sei in Stöckelschuhen in etwa so „elegant“ gelaufen wie Jack Lemmon in Manche mögen’s heiß. Nachdem auch weitere Versuche fehlschlugen, entschied man sich für eine Frau, Lilith Stangenberg.[9]
- Das Bild in der Akte des Einsatzgruppenkommandanten Schneider zeigt die Ankunft von Hinrich Lohse und Offizieren am Bahnhof von Riga, 1944.

## Rezeption

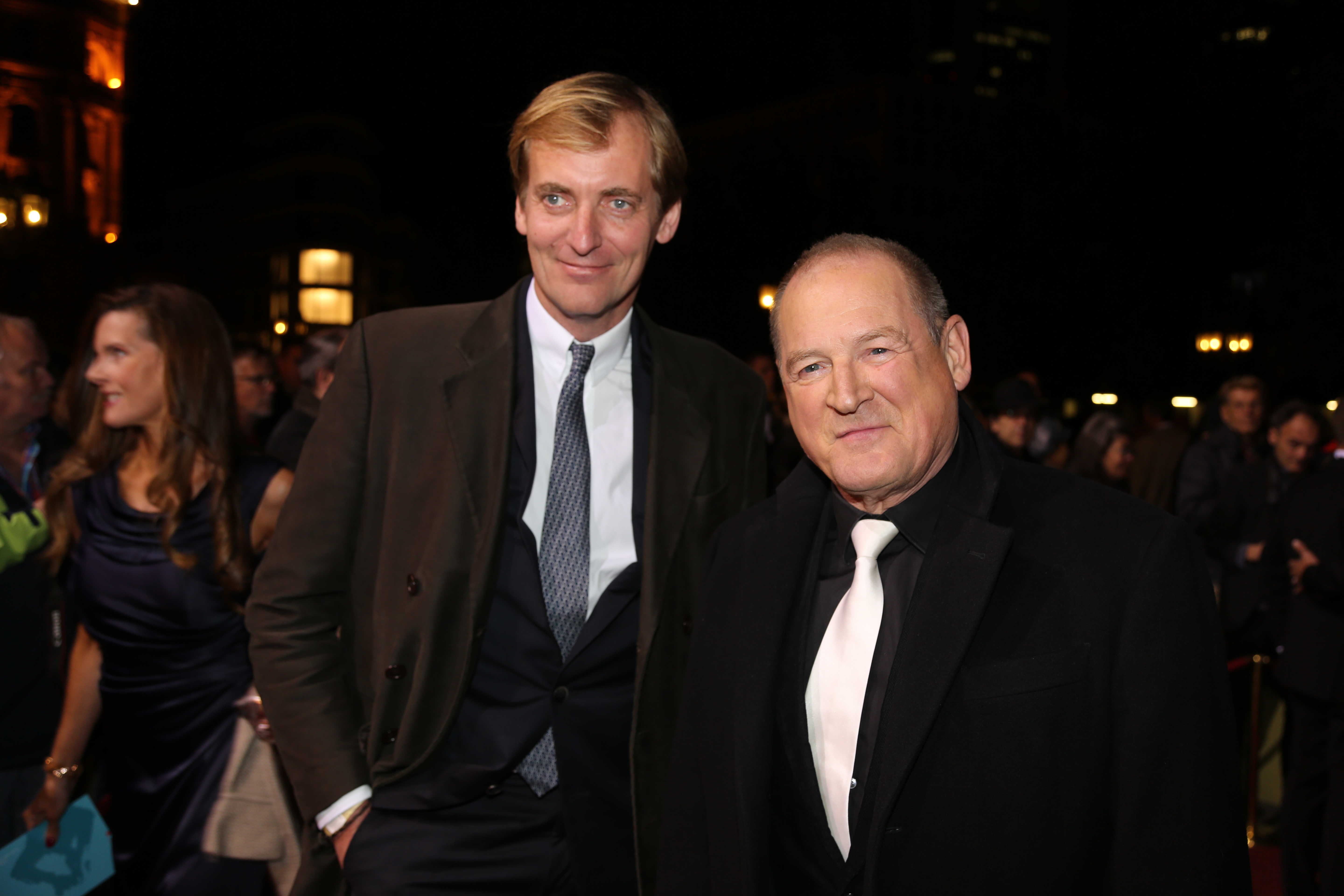
Lars Kraume und Burghart Klaußner bei der Verleihung des Hessischen Film- und Kinopreises 2015

In den deutschen Feuilletons überwog das Lob für Der Staat gegen Fritz Bauer ganz eindeutig. Uneingeschränkt positiv urteilten Die Zeit („großartig“) und Der Tagesspiegel („Meisterstück“); minimale Abstriche machten Der Spiegel („überzeugend“), Süddeutsche und Frankfurter Allgemeine Zeitung. Hervorgehoben wurde beispielsweise, dass Wahrheit und Fiktion sich im Film wechselseitig ansteckten, das klischeefreie Szenenbild, die jazzige Musik und die treffsichere Wahl des Helden – einen besseren als Fritz Bauer gebe es nicht. Für dessen Darsteller Burghart Klaußner gab es wahre Lobeshymnen: „mit Bravour“, „Anverwandlungswunder“, „oscarreife Leistung“. Doch auch dem „Rest des Ensembles“ wurde „Bestform“ attestiert.
Fast jeder zweite Rezensent zog den naheliegenden Vergleich mit Im Labyrinth des Schweigens, dem ein Jahr zuvor entstandenen Film über die Vorgeschichte der Frankfurter Auschwitzprozesse, worin Fritz Bauer, gespielt von Gert Voss, als Nebenfigur auftritt. Sämtliche Vergleiche fielen zum Vorteil von Der Staat gegen Fritz Bauer aus. Im Labyrinth des Schweigens, der für den Auslandsoscar 2016 kandidierte, sei zwar ein „redlicher Film“, Der Staat gegen Fritz Bauer jedoch der aussichtsreichere Anwärter. Er sei verhaltener, stelle seine Figuren in den Mittelpunkt und entwickle aus ihnen seine dramatische Wucht wie auch seine komödiantischen Verschnaufpausen. Kraume habe es weder nötig, auf Erzählmechanismen des Politthrillers zurückzugreifen, noch auf Konventionen des Gefühls- oder Ausstattungskinos – Probleme, unter denen Im Labyrinth des Schweigens stellenweise leide.
Kritische Stimmen zu Der Staat gegen Fritz Bauer kamen von den Rezensenten der Frankfurter Rundschau und der taz. Beide bemängelten, dass der Film Bauers größte Verdienste nicht würdige; der Zuschauer erfahre über seine Versuche, die deutsche Justiz von Altnazis zu reinigen, ebenso wenig wie über ihn als Initiator der Auschwitzprozesse. Stattdessen rücke Unbewiesenes in den Fokus, wie seine Homosexualität oder seine Unterwerfung unter die Nazis, aus der der Film, mittels assoziativem Psychologisieren, eine fragwürdige Erlösungsgeschichte konstruiere. Ähnliche Einwände machte auch der Hollywood Reporter geltend, nahm aber, ebenso wie die taz, Klaußners Darstellungsleistung ausdrücklich von der Kritik aus. Andere Feuilletons aus Übersee trafen ein günstigeres Gesamturteil, wie die Los Angeles Times oder die New York Times, die dem Film Spannung von der ersten bis zur letzten Minute bescheinigte.
Die Deutsche Film- und Medienbewertung vergab das Prädikat besonders wertvoll, da der Film „ein gut inszenierter und spannender sowie solide ausgestatteter Film“ sei „über ein Kapitel deutscher Geschichte, das bisher kaum erzählt wurde.“ Die Leistungen der Darsteller wurden gelobt, insbesondere Klaußner, „der viele Elemente des realen Fritz Bauer übernimmt.“

## Auszeichnungen (Auswahl)
- 2015
  - Internationales Filmfestival von Locarno: Publikumspreis
  - Hessischer Filmpreis: Bester Spielfilm (Lars Kraume)
  - Günter-Rohrbach-Filmpreis: Filmpreis (Lars Kraume, zero one film GmbH, Thomas Kufus), Darstellerpreis (Burghart Klaußner) und Preis des Oberbürgermeisters (Julian Maas und Christoph M. Kaiser für die Filmmusik)
  - Bayerischer Filmpreis: Darstellerpreis (Burghart Klaußner)
  - Preis der deutschen Filmkritik: Bester Spielfilm (Lars Kraume) und Bester Darsteller (Burghart Klaußner)
- 2016
  - Deutscher Filmpreis: Bester Spielfilm – Lola in Gold (Lars Kraume, Thomas Kufus), Bestes Drehbuch (Lars Kraume, Olivier Guez), Beste Regie (Lars Kraume), Beste männliche Nebenrolle (Ronald Zehrfeld), Bestes Szenenbild (Cora Pratz), Bestes Kostümbild (Esther Walz) sowie Nominierungen in den Kategorien Beste männliche Hauptrolle (Burghart Klaußner), Bestes Maskenbild (Astrid Mariaschk) und Beste Filmmusik (Julian Maas, Christoph M. Kaiser)
  - Rolf-Hans Müller Preis für Filmmusik: für Julian Maas und Christoph M. Kaiser
  - Philadelphia Jewish Film Festival: Publikumspreis
  - Europäischer Filmpreis: Nominierung als  Bester Darsteller (Burghart Klaußner)

## Weitere Filme über Fritz Bauer
- siehe Filme über Fritz Bauer

## Verweise
- Seite zum Film beim alamodefilm-Verleih
- Fritz-Bauer-Archiv
- Der Staat gegen Fritz Bauer bei filmportal.de (mit Trailer und Fotogalerie)
- Der Staat gegen Fritz Bauer bei IMDb